# Казадсю, Жизель
Жизе́ль Казадсю́ (фр. Gisèle Casadesus; 14 июня 1914 — 24 сентября 2017) — французская актриса.

## Биография
Родилась в XVIII округе Парижа в семье композитора Анри Казадезюса и арфистки Мари-Луиз Беетз. Её брат, Кристиан Казадсю, также был актёром. В 1934 году, после окончания Высшей национальной консерватории драматического искусства, присоединилась к труппе Комеди Франсэз. В том же году вышла замуж за актёра Люсьена Паскаля, от которого родила четверых детей, двое из который (Жан-Клод Казадезюс и Доменик Пробст) пошли по стопам деда и стали музыкантами.
Признание публики и похвалы критиков актриса получила за свои многочисленные роли в Комеди Франсэз. С 1943 года Казадезюс также регулярно снимается в кино и на телевидении. Среди более чем пятидесяти фильмов с её участием такие картины, как «Геклен» (1949), «Взбесившийся барашек» (1973), «Вердикт» (1974), «Верная женщина» (1976), «Мужчина и женщина: способ применения» (1996), «Дети природы» (1998), «Замкнутый круг» (2009), «Чистый лист» (2010), «Женщина и мужчины» (2010) и «Её зовут Сара» (2010).
29 марта 2013 года актрисе было присуждено звание великого офицера ордена Почётного легиона. Помимо этого она также имеет звание офицера ордена Искусств и литературы и кавалера Большого креста ордена «За заслуги». В 2011 году стала командором  ордена Искусств и литературы. В 2017 году удостоена Большого креста ордена Почётного легиона. В 2003 году Казедезюс была удостоена почётной премии «Мольер» за свою многолетнюю актёрскую карьеру.

## Фильмография
- 1949 — «Геклен»
- 1973 — «Взбесившийся барашек»
- 1974 — «Вердикт»
- 1976 — «Верная женщина»
- 1980 — «Турский священник» — мадмуазель Соломон де Вильнуа
- 1996 — «Мужчина и женщина: способ применения»
- 1998 — «Дети природы»
- 2009 — «Замкнутый круг»
- 2010 — «Чистый лист»
- 2010 — «Женщина и мужчины»
- 2010 — «Её зовут Сара»